# Manuel Hermoso Rojas
Manuel Hermoso Rojas   (San Cristóbal de La Laguna, 24 de juny de 1935 - Santa Cruz de Tenerife, 17 de juny de 2025) va ser un polític nacionalista canari, membre de Coalició Canària. Va ser alcalde de Santa Cruz de Tenerife entre 1979 i 1991 i el quart president de la Comunitat Autònoma de Canàries entre 1993 i 1999.

## Biografia
De jove marxà a estudiar a Madrid i posteriorment a Vigo. En 1969 regressa a Canàries i pren les regnes de l'empresa de mobles fundada pel seu pare (natal d'Almeria), qui havia mort poc abans. Posteriorment funda l'empresa de prefabricats Maher. A inicis de la dècada de 1970 es converteix en delegat provincial de l'IInstitut Nacional d'Indústria.
Amb la convocatòria de les primeres eleccions municipals després de la mort de Francisco Franco, decideix presentar al costat d'altres empresaris una candidatura per a l'ajuntament de Santa Cruz de Tenerife, per a això entraria en contacte amb la Unió de Centre Democràtic (UCD). En les eleccions de 1979 és escollit alcalde de Santa Cruz de Tenerife sent cap de llista de la candidatura de UCD. Serà alcalde d'aquesta ciutat de 1977 a 1991, presentant-se a partir de 1983 per Agrupación Tinerfeña Independiente (ATI). A les eleccions al Parlament de Canàries de 1987 seria elegit diputat per les Agrupacions Independents de Canàries (AIC). El 1993 és nomenat President de Canàries a través d'una moció de censura realitzada contra Jerónimo Saavedra i amb suport d'Agrupacions Independents de Canàries, Iniciativa Canària Nacionalista, Asamblea Majorera i Centre Canari Nacionalista. Tots els grups que van donar la moció de censura acabarien formant Coalició Canària.